# 住吉神社 (横浜市青葉区)
住吉神社（すみよしじんじゃ）は、神奈川県横浜市青葉区奈良町にある神社である。

## 祭神
- 武内宿禰

## 歴史
安永元年（1772年）、地頭石丸藤蔵の寄進により創建した。
大正10年（1921年）、杉山神社、神明社、竈社の三社が合祀され、神饌幣帛料供進社に指定された。

## 社殿・境内
社叢林は、横浜市指定天然記念物に指定されている。

## 交通
- 東急こどもの国線こどもの国駅下車徒歩9分